# Frändefors
Frändefors est une localité de Suède située dans la commune de Vänersborg du comté de Västra Götaland. Elle couvre une superficie de 0,86 km2. En 2010, elle compte 613 habitants.